# Meandrina
Genre
Meandrina est un genre de coraux durs de la famille des Meandrinidae World Register of Marine Species (7 juillet 2015).

## Liste d'espèces
Le genre Meandrina comprend les espèces suivantes :
| Selon World Register of Marine Species (7 juillet 2015) : - Meandrina danae Milne Edwards & Haime, 1848 - Meandrina jacksoni Pinzón & Weil, 2011 - Meandrina labyrinthica Audouin, 1826 - Meandrina meandrites Linnaeus, 1758 | Selon NCBI (7 juillet 2015) : - Meandrina braziliensis - Meandrina jacksoni - Meandrina meandrites - Meandrina pectinata |